# Nittälven (naturreservat, Dalarnas län)
Nittälven är ett naturreservat i Ludvika kommun i Dalarnas län. Området fortsätter i Örebro län med reservatet Nittälven (naturreservat, Örebro län).
Området är naturskyddat sedan 2011 och är 29 hektar stort. Reservatet består av en sträcka av älven som omges av sumpiga skogar med kärr och granskog närmare älven och tall en bit ifrån.